# Pinalejo
Pinalejo är en ort i Honduras.   Den ligger i departementet Departamento de Santa Bárbara, i den västra delen av landet, 190 km nordväst om huvudstaden Tegucigalpa. Pinalejo ligger 239 meter över havet och antalet invånare är 3 767.
Terrängen runt Pinalejo är kuperad åt nordväst, men åt sydost är den platt. Runt Pinalejo är det ganska tätbefolkat, med 116 invånare per kvadratkilometer. Närmaste större samhälle är Macuelizo, 17,0 km sydväst om Pinalejo. Omgivningarna runt Pinalejo är en mosaik av jordbruksmark och naturlig växtlighet.